# Região Geográfica Imediata de Amarante-Água Branca-Regeneração
A Região Geográfica Imediata de Amarante-Água Branca-Regeneração é uma das 19 regiões imediatas do estado brasileiro do Piauí, uma das 5 regiões imediatas que compõem a Região Geográfica Intermediária de Teresina e uma das 509 regiões imediatas no Brasil, criadas pelo IBGE em 2017. É composta de 22 municípios. Os municípios estão  divididos entre os territórios piauienses de Entre Rios e Vale do Sambito. .